# ヤウンデ大学
ヤウンデ大学（ヤウンデだいがく、フランス語: Université de Yaoundé）はかつてカメルーンのヤウンデにあった大学。
フランスの援助を受けて、1962年にヤウンデ連邦大学として設立された。1972年に、カメルーンが連邦制を廃止したことにより、大学名も変更された。
1993年、ンゴア＝エケレ地区のヤウンデ第一大学と、ヤウンデ郊外にあるソアのヤウンデ第二大学の二つの新しい大学へと分割再編された。